# Anpara
Anpara é uma vila no distrito de Sonbhadra, no estado indiano de Uttar Pradesh.

## Demografia
Segundo o censo de 2001, Anpara tinha uma população de 22,385 habitantes. Os indivíduos do sexo masculino constituem 55% da população e os do sexo feminino 45%. Anpara tem uma taxa de literacia de 71%, superior à média nacional de 59.5%; com 60% para o sexo masculino e 40% para o sexo feminino. 14% da população está abaixo dos 6 anos de idade. 